# Asplenium × herb-wagneri
Asplenium × herb-wagneri là một loài dương xỉ trong họ Aspleniaceae. Loài này được W.C. Taylor & Mohlenbr. mô tả khoa học đầu tiên năm 1977.